# Southfleet
Southfleet är en ort och civil parish i grevskapet Kent i sydöstra England. Orten ligger i distriktet Dartford, cirka 5 kilometer sydväst om Gravesend och cirka 8 kilometer sydost om Dartford. Tätorten (built-up area) hade 598 invånare vid folkräkningen år 2021.
I civil parishen ligger även orten Betsham.